# Peter Kramer
 Der er for få eller ingen kildehenvisninger i denne artikel, hvilket er et problem. Du kan hjælpe ved at angive troværdige kilder til de påstande, som fremføres i artiklen.

Peter Kramer (født 22. november 1950) er en dansk journalist, der fra 2000 til 2015 var administrerende direktør for TV2 Østjylland.
Kramer startede som medarbejder på undergrundsbladet PANEL i Aarhus.[kilde mangler]
Han blev dømt for hæleri i sagen om Trotylbanden, hvor en række venstreorienterede unge havde modtaget trotyl stjålet fra Forsvaret.
Kramer blev i 1970 journalistelev i A-pressen, og var senere i 1970'erne reporter på Ekstra Bladet. Han var i 1987 med til at lancere Det Fri Aktuelt. Senere kom han til TV 2 Nyhederne, hvor han var redaktionschef,[kilde mangler] inden han i 2000 kom til TV2 Østjylland som direktør.